# Dub Fire
Dub Fire – osiemnasty album studyjny jamajskiej sekcji rytmicznej Sly & Robbie.
Płyta została wydana 13 czerwca 2000 roku przez nowojorską wytwórnię NYC Records. Produkcją nagrań zajęli się Dunbar i Shakespeare.

## Lista utworów
1. „Dub Fire” –  4:22
2. „Dunny” – 4:00
3. „Lover's Rock” – 2:32
4. „Ganga Lee” – 4:59
5. „Macca Fat” – 3:30
6. „Skylarkin'” – 3:13
7. „Ristocrat” – 3:47
8. „Dub Specials” – 3:23
9. „Slack Dub” – 3:40
10. „Mampy Dubbin'” – 3:13
11. „Ras Steppers” – 3:06
12. „Peenie Wally” – 3:20
13. „Name Brand Slogle” – 3:37
14. „Don Gordon” – 3:13
15. „Wagonist” – 2:55
16. „Yardie” – 3:55
17. „Sly Batch” – 2:35

## Muzycy
- Earl "Chinna" Smith – gitara
- Aston "Family Man" Barrett – gitara basowa
- Robbie Shakespeare – gitara basowa
- Sly Dunbar – perkusja
- Leroy "Horsemouth" Wallace – perkusja
- Ansel Collins – organy